# Коробки (Херсонская область)
Коробки (укр. Коробки) — село в Каховской городской общине Каховского района Херсонской области Украины.
Население по переписи 2001 года составляло 2316 человек. Почтовый индекс — 74824. Телефонный код — 5536. Код КОАТУУ — 6523582501.

## Местный совет
74824, Херсонская обл., Каховский р-н, с. Коробки, пл. Мира, 1